# ریچا شرما (بازیگر)
ریچا شرما (انگلیسی: Richa Sharma)؛ (۶ اوت ۱۹۶۴ – ۱۰ دسامبر ۱۹۹۶) که هم چنین با نام متأهلی ریچا شرما دات معروف است، یک بازیگر و مدل هندی بود که در بالیوود کار می‌کرد. او در سال ۱۹۸۷ با سانجی دات ازدواج کرد و در سال ۱۹۹۶ بر اثر تومور مغزی درگذشت.

## دوران شغلی
شرما برای انتخاب به عنوان بازیگر زن قهرمان فیلم بعدی دو آناند، به پیش او رفته بود ولی برا ی گزینش در این نقش، خیلی جوان بود. دو آناند به او قول داد وقتی بزرگتر شود او را به عنوان بازیگر انتخاب کند، ولی در نهایت فرصت بازی در یکی از نقش‌های اصلی فیلم ما نوجوان هستیم سال ۱۹۸۵، را در اختیار او گذاشت. او سپس در سالهای بعد، در فیلم‌های تجربه و صدای عدالت و هم چنین در فیلم‌های خیابان چاپ و همه جا را آتش بزنید، هر دو فیلم محصول سال ۱۹۸۷، بازی کرد.

## فیلم‌شناسی
| سال  | فیلم                | نقش        | زبان | نکات       |
| ---- | ------------------- | ---------- | ---- | ---------- |
| ۱۹۸۵ | ما نوجوان هستیم     | راشمی      | هندی | اولین فیلم |
| ۱۹۸۶ | تجربه               | بیجلی      | هندی |            |
| ۱۹۸۶ | صدای عدالت          | رنئو       | هندی |            |
| ۱۹۸۷ | خیابان چاپ          | ناتاشا     | هندی |            |
| ۱۹۸۷ | همه جا را آتش بزنید | تولسی سینگ | هندی | آخرین فیلم |

## زندگی شخصی و درگذشت
ریچا در سال ۱۹۸۷ با بازیگر، سانجی دات، در شهر نیویورک، ایالات متحده آمریکا ازدواج کرد. این زوج صاحب یک دختر به نام، تریشالا دات، شدند. بعد از دو سال از ازدواج، تشخیص داده شد که تومور مغزی دارد. ریچا در روز ۱۰ دسامبر ۱۹۹۶، در خانه والدینش در نیویورک درگذشت.